# 四姑娘山
四姑娘山（藏語：རི་བོ་སྐུ་བླ།，威利转写：ri bo sku bla，藏语拼音：riwo Gublai或སི་གོས་ལང）位于四川省阿坝藏族羌族自治州小金县四姑娘山镇境内，地处邛崃山脉中段，毗邻卧龙国家级自然保护区和米亚罗自然保护区，先后于1994年、1996年被国务院批准建立“四姑娘山国家重点风景名胜区”和“小金四姑娘山国家级自然保护区”，属世界自然遗产“四川大熊猫栖息地”的重要组成部分。其汉语名称“四姑娘”即该山的嘉绒藏语名称“斯古拉如达（意为保驾山神）”的汉语音译。

## 地理
四姑娘山由四座相连的山峰组成，主峰幺妹峰有“东方的阿尔卑斯”之称，位于东经102.9度，北纬31.1度，是邛崃山脉最高峰。2023年10月，中国自然资源部公布四姑娘山高程数据为6247.8米。么妹峰南侧毗连的有三姑娘峰（海拔5,355米），二姑娘峰（海拔5,276米），大姑娘峰（海拔5,025米）三座山峰。
四姑娘山四座山峰中以幺妹峰攀登难度最大，1981年一支日本登山队完成首登。二峰和三峰属于登山入门级山峰，需具备一定的攀登技术。大峰攀登较为简单。登山者一般以从日隆镇出发，经海子沟或长坪沟前往各山峰的大本营。
“四姑”本来是藏语的音译（羅馬化：Sku）。因为恰好有四座山峰，所以后来当地的汉族人错以为“四姑”是汉语，并把这个名字改成“四姑娘”。主峰则命名为“幺妹峰”，为四川话中最小的妹妹的意思。
小金四姑娘山是国家AAAA级风景旅游区。核心景区包括双桥沟、长坪沟、海子沟和四姑娘山。

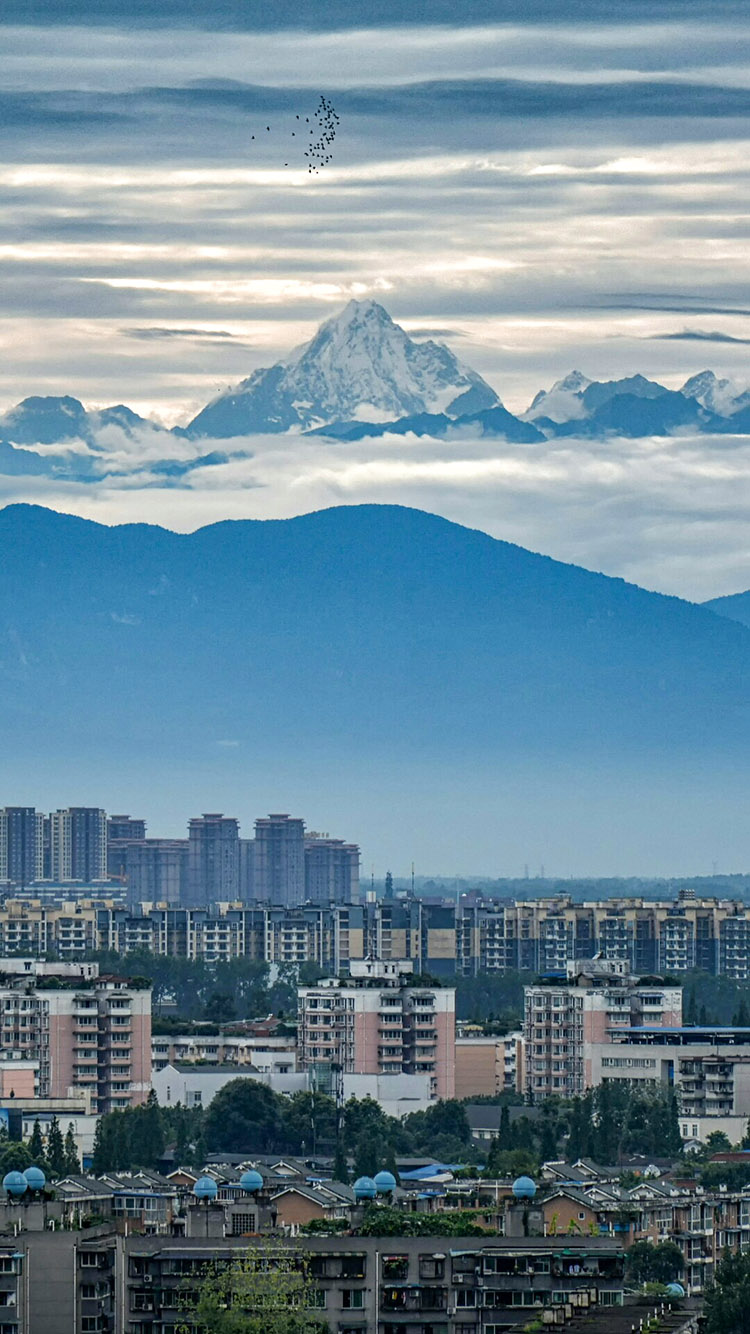
从成都远眺幺妹峰

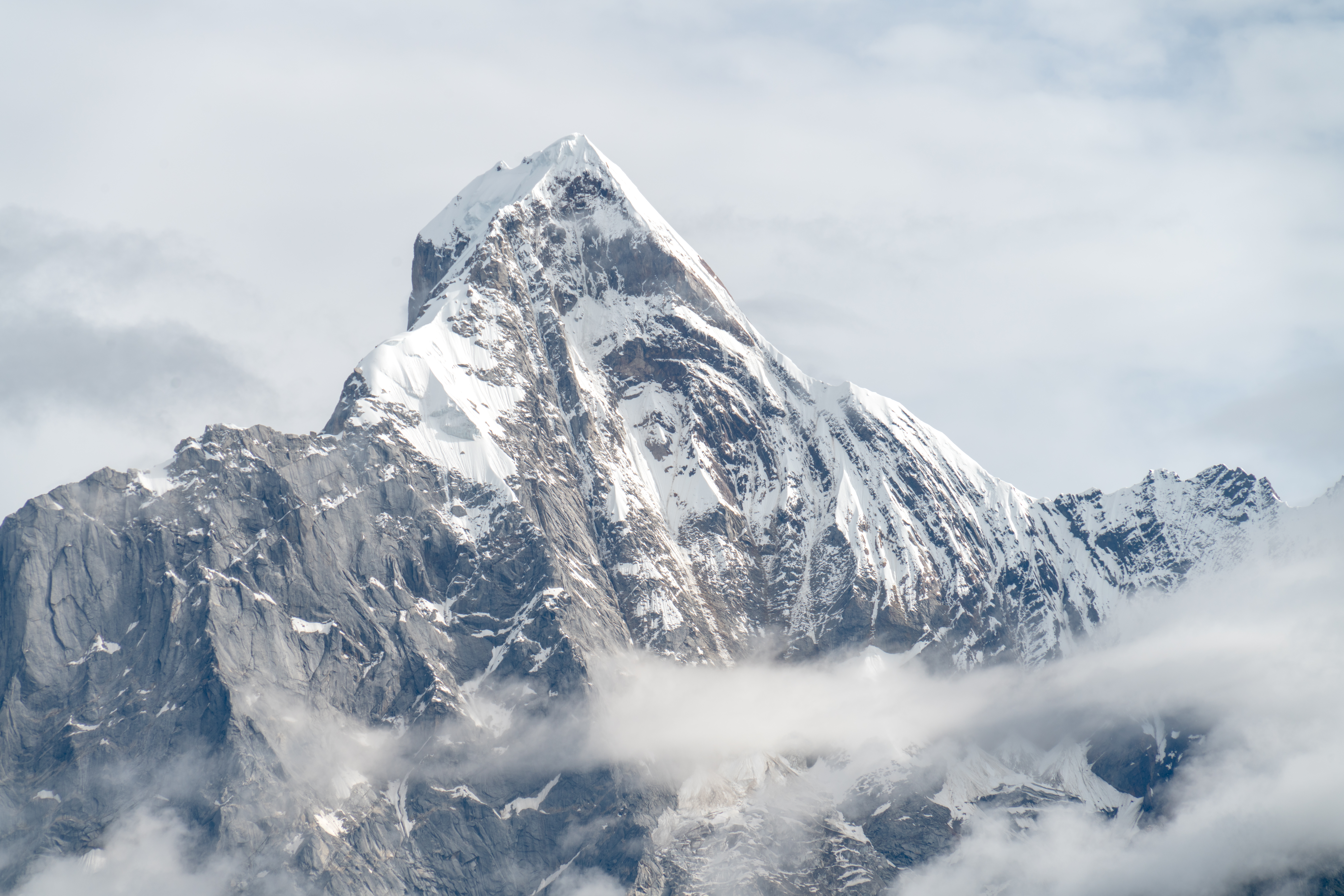
幺妹峰

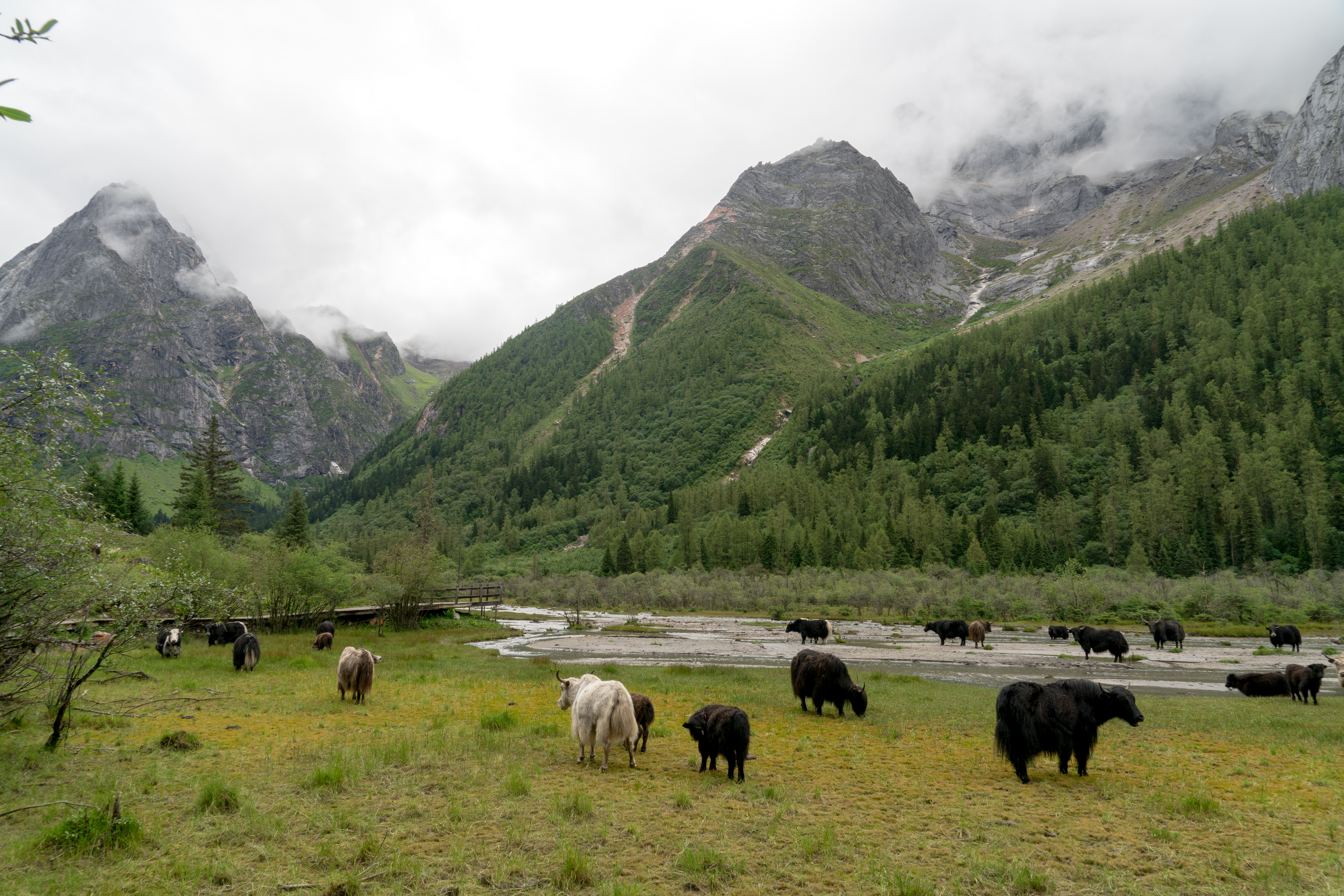
四姑娘山景区的牦牛

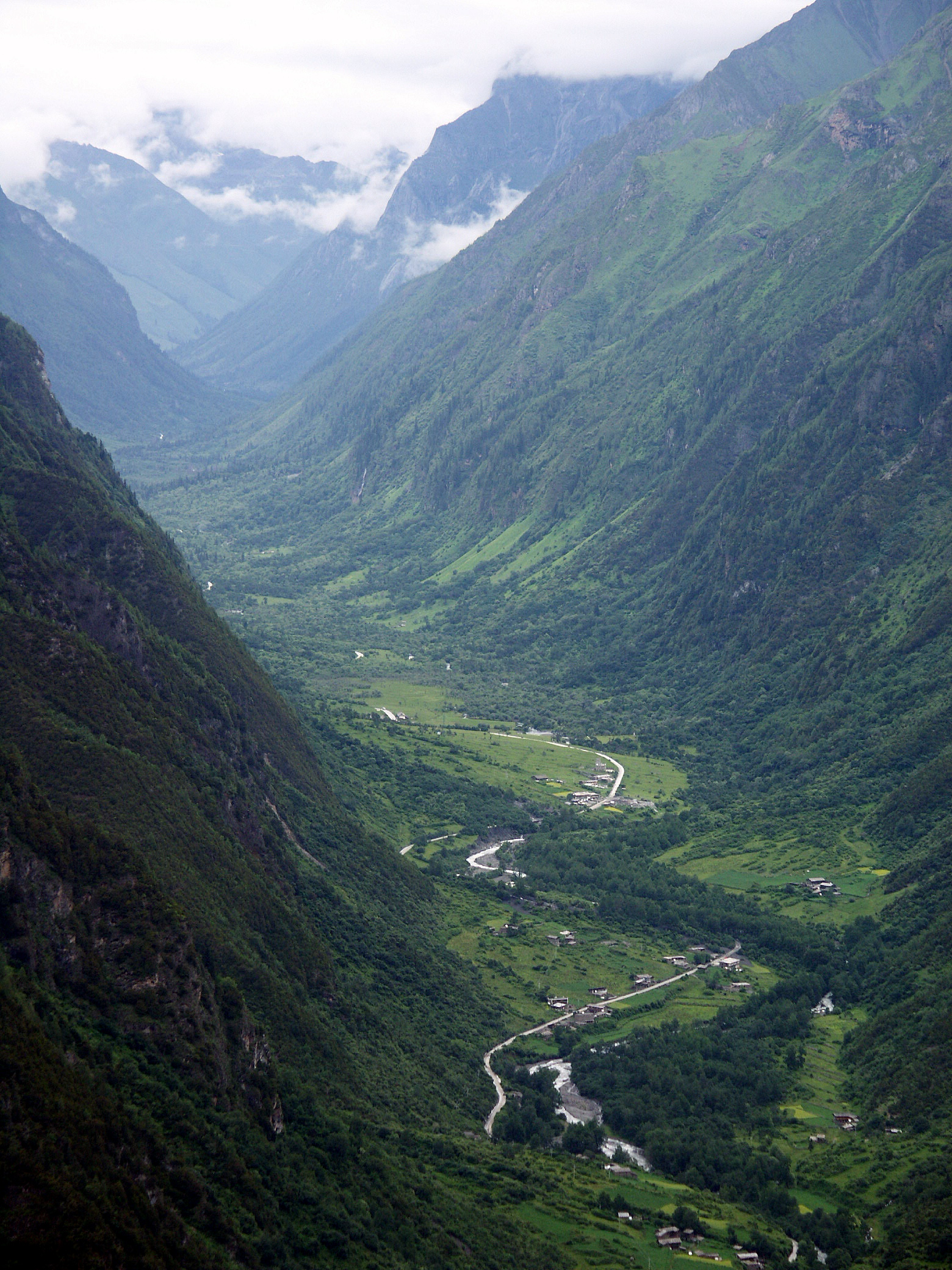
俯瞰双桥沟

## 登山事故
- 2008年9月，一搜狐网户外频道雇员和一当地向导在骆驼峰遇难。
- 2009年6月，一中国职业登山向导、攀冰教练入长坪沟后失踪。
- 2009年7月，一登山者在骆驼峰遭遇落石遇难。
- 2009年10月，4名俄罗斯人遭遇雪崩，2人被埋。
- 2010年8月，一日本人在野人峰被落石击中。
- 2011年10月，14名登山者在穿越时与外界失去联系长达13天。
- 2012年1月，一福建驴友在攀登三峰时被大风刮下坠崖遇难。
- 2014年1月，一广州驴友在双桥沟尖山子登山活动下撤途中，因岩钉脱落坠崖身亡。
- 2020年11月，四姑娘越野赛期间，一高山摄影师在寻找撞山炸机的无人机过程中，发生滑坠遇难。
- 2025年6月，一16歲深圳學童墮崖身亡。